# متیو دیویس (بازیکن فوتبال)
متیو دیویس (انگلیسی: Matthew Davies؛ زادهٔ ۷ فوریهٔ ۱۹۹۵) بازیکن فوتبال اهل استرالیا است.
از باشگاه‌هایی که در آن بازی کرده‌است می‌توان به باشگاه فوتبال پاهانگ اشاره کرد.
وی همچنین در تیم‌های ملی فوتبال زیر ۱۹ سال استرالیا، زیر ۲۳ سال مالزی و بزرگسالان مالزی بازی کرده‌است.